# برونو رینان
برونو رینان (به پرتغالی: Bruno Renan Trombelli) هافبک اهل برزیل است که در شهر مارینگا و در تاریخ ۱۹ آوریل ۱۹۹۱ به دنیا آمده‌است.
برونو رینان در تیم‌های فوتبال باشگاه فوتبال ویارئال سابقهٔ حضور دارد.